# Скородумово (Рыбинский район)
Скороду́мово — деревня Волжского сельского округа Волжского сельского поселения Рыбинского района Ярославской области .
Деревня расположена на южной окраине города Рыбинска, на внешней стороне окружной дороги города. Она стоит на правом, восточном берегу реки Уткашь, к югу от окружной дороги. На противоположном берегу Уткаши стоит деревня Денисьево, с запада от которой проходит железная дорога Рыбинск-Ярославль. Выше по течению Уткаши, на том же берегу – деревня Красный Пахарь. Ниже по течению Уткаши, но уже в пределах окружной дороги деревня Воронино .
Деревня Скородумава указана на плане Генерального межевания Рыбинского уезда 1792 года.
На 1 января 2007 года в деревне числилось 8 постоянных жителей . Почтовое отделение Ермаково-1 обслуживает в деревне 20 домов .